# Politique criminelle
Pour reprendre la définition de Mireille Delmas-Marty, la politique criminelle comprend l'ensemble des procédés par lesquels le corps social organise les réponses à la criminalité. 
Son but essentiel est le maintien de l'ordre social. 
Elle consiste en des mesures préventives (éducation, famille, emploi, etc.) et des mesures répressives (emprisonnement notamment).
C'est un art difficile qui recherche l'équilibre entre l'efficacité de ces mesures et les effets pervers causés par elles, en particulier les atteintes aux droits et libertés fondamentaux des citoyens.
Les sciences criminelles (criminologie, criminalistique, droit pénal, sociologie et psychologie criminelles notamment) constituent une base essentielle à partir de laquelle est édifiée la politique criminelle.